# Sirakoro (Mali)
Pour les articles homonymes, voir Sirakoro.
Sirakoro est une localité et une commune rurale malienne chef-lieu du cercle de Sirakoro dans la région de Kita.

## Villages
La commune s'étend sur 9 localités relevées lors du recensement général de 2009. 
Les villages les plus peuplés sont :
- Sirakoro (5 093 habitants) ;
- Mourgoula (1 217 habitants) ;
- Dalala (1 169 habitants).